# 二苯基二氯化锗
二苯基二氯化锗是化学式 (C6H5)2GeCl2的有机锗化合物。

## 制备
二苯基二氯化锗可以由苯基三氯化锗和四苯基锗在氯化铝存在下反应而成。

## 性质
二苯基二氯化锗是不溶于水的无色液体。

## 用处
二苯基二氯化锗是生产其它化合物的中间体。